# Resolución 412 del Consejo de Seguridad de las Naciones Unidas
La resolución 412 del Consejo de Seguridad de las Naciones Unidas, adoptada por unanimidad el 7 de julio de 1977, después de examinar la solicitud de Yibuti para la membresía en las Naciones Unidas, el Consejo recomendó a la Asamblea General que Yibuti fuese admitida.